# Опово
Опово је градско насеље и седиште истоимене општине у Јужнобанатском округу. Према попису из 2022. било је 4.147 становника. У околини Опова постоје богата археолошка налазишта која припадају периоду старчевачке и винчанске културе.

## Историја
На простору данашњег Опова некада су постојала два насеља — Опово и Жељ. Налазила су се у непосредној близини, на левој обали Тамиша. Тешко је рећи које је од та два села старије, али се чини, ипак, да је то Жељ. Наиме, Жељ је забележен већ 1334. године, док се Опово помиње тек у другој половини 17. века.
Опово се први пут помиње 1672. године. Опово и Жељ, за време владавине Турака, потпадали су под Панчевачку нахију, односно истоимени санџак. После 1716/1818. године Опово се нашло у Панчевачком дистрикту.(срез, општина) У саставу дистрикта Опово остало је до 1767/1768. кад је завојачено и укључено у дванаесту немачко-банатску регименту, у којој је остало и после 1773. године. Аустријски царски ревизор Ерлер је 1774. године констатовао да место "Опова" припада Панчевачком дистрикту. Село има милитарски статус а становништво је српско. Опово је 1764. године православна парохија у Боканском протопрезвирату. Када је 1797. године пописан православни клир Темишварске жупаније записана су два свештеника. Пароси, поп Теодор Поповић (рукоп. 1765) и поп Јован Цвејић (1773). Поп Теодор се поред српског служио и румунским језиком.
Половином 18. века дошло је до премештаја насеља на садашње место. У то време су се вршиле реконструкције и урбанизација по Банату. Уобличавањем Опова као граничарског насеља у њему се разликују два незванична назива: источна половина села је Жељ, а западна страна Каљуга. Опово као веће насеље имало је две парохије, када се ради о православном живљу, а једну парохију када се ради о римокатоличком живљу. Постојале су две школе, српска и немачка. Од привредних делатности вреди поменути једино земљорадњу, ратарство и сточарство, донекле лов и риболов, док су остале делатности биле од малог значаја за живот људи, изузев домаће радиности.
Основано је 1862. године, у Опову (као и у Сакулама) српско Друштво дилетаната за позоришна представљања, које је приређивало за публику позоришне представе, са хуманим циљевима.
У Опову је 1850. године рођен Лончарски, аустроугарски генерал.
Године 1905. Опово је велика општина у Ковачичком срезу (Анталфалва). Ту живи 4165 становника у 1139 домова, а Срби доминирају. Срба православних има 3090 душа (или 74%) са 578 кућа. Осталих је много мање: Мађара 151, Шваба 518, Хрвата 164 итд. Од јавних здања вредни су пажње: једна српска православна црква и једна римокатоличка црква, те комунална школа са једном зградом. У насеље су ПТТ комуникације све заступљене.

## Школа и црква
Садашњи православни храм посвећен празнику Летњем Св. Николи, подигнут је 1820—1831. године. Иконостас је осликао београдски сликар Стеван Тодоровић 1885. године. Иконописац је насликао неколико призора из српске историје, попут Св. Саве, Стефана Немање, царева Душана, Уроша, кнеза Лазара и других. Почетком 20. века порта је ограђена жељезном оградом. Постоје тада два српска православна гробља, а најстарији споменик је био из 1750. године. На гробљу је сахрањен граничарски мајор Александар Стојшић који је оставио 30 ланаца земље (у атару Дебељаче) цркви оповској на управљање, за добротворне сврхе. У црквеној ризници је стари Минеј из 1760. године. На гробљу се налази капела задужбина племкиње Меланије Манојловић из 1933. године. Светосавски дом грађен 1903. године је задужбина породице Јована Матића. Парохијски дом озидан је 1940. године.
По државном шематизму православног клира у Угарској из 1846. године, парохијско звање је основано 1767. године (или 1750?), а црквене матице се воде 1768. године. У Опову је било 1846. године 2710 православних становника. Постојале су две парохије са свештеницима: Јаков Ђуришић и Михаил Путник. Почетком 20. века на челу црквене општине и скупштине је Пера Томић, а пароси су: поп Михајло Рајин, родом из места, који је служио ту осам година и умро 1908. године. Њега је заменио поп Велимир Сперњак. Други је поп Ђорђе Ћурчић као капелан. У мест су две парохије, треће и четвте платежне класе, има парохијски дом, а парохијске сесије износе укупно 66 кј. земље.
О поменутом пожртвованом официру Стојшићу постоје и званични факти. Године 1897. Српски црквено-народни сабор у Карловцима примио је на руковање „Стидендијску закладу покојног мајора Александра Стојшића из Опова”. Првобитна основна главница је износила 40 ланаца земље у атару суседног места Баранде. Има потврђену закладницу, а ступиће заклада у живот, онда када чист приход од закупнине на ту земљу нарасте на 40.000 круна. У почетку из ње ће се давати две стипендије.
Школа у месту постоји од 1768. године. У Опову је 1846. године пописано 240 ђака, којима је предавао учитељ Теодор Поповић. Оповачка школа је комунална и државна (1905), са здањем грађеним 1861. године, а сваки од пет разреда има своју дворницу. Учитељско тело чине у то време: учитељ Георгије Стејић родом из места, ту је већ 12 година, стално наметен, учитељ Стеван Максимовић родом из Старчева, служио у месту седам година. Школу је похађало: редовну основну наставу 302 ђака а пофторну 95 ученика старијег узраста.
У Опову постоји римокатоличка црква из 1766. године посвећена Елизабети од Угарске. Уз њу постоји жупни дом комплетно обновљен 2022. године.

### Галерија Јован Поповић
Галерија Јован Поповић изграђена је 1970. године, према пројекту архитеката Спасоја Крунића и Милорада Бербакова, а на иницијативу Велибора Стефановића, првог управника галерије. Назив је добила по имену угледног сликара 19. века, Јована Поповића (1810–1864), рођеног у Опову.
Галерија је званично отворена у децембру 1970. године када је у сарадњи са Народним музејом Београд организована изложба слика Јована Поповића. Убрзо након отварања, у галерији се организују изложбе Ивана Мештровића (1971), Уроша Кнежевића (1972), Павела Ђурковића (1972), Зорана Петровића (1973), Арсенија Петровића (1974), Ђуре Јакшића (1982), Милана Коњовића (1990) и многих других.
Теоретичари и историчари архитектуре описују зграду галерије као једно од најлепших остварења регионалне архитектуре у Војводини тог времена, које је због своје композиције, архитектонских елемената и материјала, у потпуности усклађено са локалном традицијом и својим окружењем, а истовремено се због свог динамично-визуелног ефекта издваја и истиче као јединствено и препознатљиво здање.

### Археолошка налазишта
У околини Опова постоје богата археолошка налазишта која припадају периоду старчевачке и винчанске културе. Ископавања су вршили амерички археолози осамдесетих година двадесетог века. Неки од пронађених предмета налазе се у музеју у Панчеву. Велике заслуге проналаску многобројних предмета који припадају тековинама старчевачке културе на територији Опова припадају католичком свештенику Андреасу Мајеру, који је те предмете сакупљао и предао их панчевачком музеју.

#### Лов и риболов
Подручје општине Опово обилује воденим површинама. Најважнија у том смислу је река Тамиш, а заступљена су и природна и вештачка језера, баре и канали. Значајан природни ресурс су и шуме, које захватају површину од 1313 хектара, односно 10% укупне територије општине Опово. Шуме углавном сачињавају врбе и тополе, а има и бреста јасена и багрема. Пашњаци су обрасли слатинским травама и простиру се на површини од 1355 хектара.
Природни ресурси пружају станиште за разноврстан животињски свет. У шумама су заступљени срне, лисице, зечеви, фазани итд., а у Тамишу од рибе: шаран, сом, смуђ, штука, бабушка, бела риба, цверглан.

## Демографија
У насељу Опово живи 3.742 пунолетна становника, а просечна старост становништва износи 39,5 година (38,3 код мушкараца и 40,6 код жена). У насељу има 1.500 домаћинстава, а просечан број чланова по домаћинству је 3,13.
Ово насеље је углавном насељено Србима (према попису из 2002. године).
|             | \| Демографија[14] \| Демографија[14] \| Демографија[14] \| \| Година \| Становника \| Становника \| \| --------------- \| --------------- \| --------------- \| \| 1948. \| 4.396 \| \| \| 1953. \| 4.415 \| \| \| 1961. \| 4.254 \| \| \| 1971. \| 4.482 \| \| \| 1981. \| 4.769 \| \| \| 1991. \| 4.777 \| 4.728 \| \| 2002. \| 4.693 \| 4.801 \| \| 2011. \| 4.527 \| \| |            |
| Демографија | |            |
| Година      | Становника | Становника |
| 1948.       | 4.396 |            |
| 1953.       | 4.415 |            |
| 1961.       | 4.254 |            |
| 1971.       | 4.482 |            |
| 1981.       | 4.769 |            |
| 1991.       | 4.777 | 4.728      |
| 2002.       | 4.693 | 4.801      |
| 2011.       | 4.527 |            |

| Етнички састав према попису из 2011.‍ | Етнички састав према попису из 2011.‍ | Етнички састав према попису из 2011.‍ | Етнички састав према попису из 2011.‍ | Етнички састав према попису из 2011.‍ |
| ------------------------------------ | ------------------------------------ | ------------------------------------ | ------------------------------------ | ------------------------------------ |
|                                      |                                      |                                      |                                      |                                      |
| Срби                                 | Срби                                 |                                      | 3.771                                | 83,30%                               |
| Хрвати                               | Хрвати                               |                                      | 156                                  | 3,44%                                |
| Роми                                 | Роми                                 |                                      | 117                                  | 2,58%                                |
| Мађари                               | Мађари                               |                                      | 32                                   | 0,70%                                |
| Југословени                          | Југословени                          |                                      | 24                                   | 0,53%                                |
| Немци                                | Немци                                |                                      | 16                                   | 0,35%                                |
| Македонци                            | Македонци                            |                                      | 9                                    | 0,20%                                |
| Словаци                              | Словаци                              |                                      | 9                                    | 0,20%                                |
| Русини                               | Русини                               |                                      | 8                                    | 0,17%                                |
| Албанци                              | Албанци                              |                                      | 6                                    | 0,13%                                |
| Руси                                 | Руси                                 |                                      | 6                                    | 0,13%                                |
| Црногорци                            | Црногорци                            |                                      | 5                                    | 0,11%                                |
| Украјинци                            | Украјинци                            |                                      | 4                                    | 0,09%                                |
| Муслимани                            | Муслимани                            |                                      | 3                                    | 0,06%                                |
| Бугари                               | Бугари                               |                                      | 2                                    | 0,04%                                |
| Словенци                             | Словенци                             |                                      | 1                                    | 0,02%                                |
| остали                               | остали                               |                                      | 16                                   | 0,35%                                |
| Регионална припадност                | Регионална припадност                |                                      | 153                                  | 3,37%                                |
| неизјашњени                          | неизјашњени                          |                                      | 107                                  | 2,36%                                |
| непознато                            | непознато                            |                                      | 82                                   | 1,81%                                |
| укупно: 4.527                        |                                      |                                      |                                      |                                      |

| Година пописа     | 1948. | 1953. | 1961. | 1971. | 1981. | 1991. | 2002. |
| ----------------- | ----- | ----- | ----- | ----- | ----- | ----- | ----- |
| Број домаћинстава | 1.009 | 1.017 | 1.084 | 1.203 | 1.337 | 1.433 | 1.500 |

| Број чланова      | 1   | 2   | 3   | 4   | 5   | 6  | 7  | 8 | 9 | 10 и више | Просек |
| ----------------- | --- | --- | --- | --- | --- | -- | -- | - | - | --------- | ------ |
| Број домаћинстава | 252 | 351 | 295 | 339 | 134 | 93 | 24 | 8 | 2 | 2         | 3,13   |

| Пол    | Укупно | Неожењен/Неудата | Ожењен/Удата | Удовац/Удовица | Разведен/Разведена | Непознато |
| ------ | ------ | ---------------- | ------------ | -------------- | ------------------ | --------- |
| Мушки  | 1.922  | 530              | 1.233        | 97             | 57                 | 5         |
| Женски | 2.005  | 343              | 1.243        | 320            | 95                 | 4         |
| УКУПНО | 3.927  | 873              | 2.476        | 417            | 152                | 9         |

| Пол    | Укупно                    | Пољопривреда, лов и шумарство | Рибарство                            | Вађење руде и камена | Прерађивачка индустрија       |
| ------ | ------------------------- | ----------------------------- | ------------------------------------ | -------------------- | ----------------------------- |
| Мушки  | 1.154                     | 518                           | 9                                    | 0                    | 234                           |
| Женски | 615                       | 136                           | 2                                    | 0                    | 82                            |
| УКУПНО | 1.769                     | 654                           | 11                                   | 0                    | 316                           |
| Пол    | Производња и снабдевање   | Грађевинарство                | Трговина                             | Хотели и ресторани   | Саобраћај, складиштење и везе |
| Мушки  | 11                        | 56                            | 94                                   | 12                   | 76                            |
| Женски | 6                         | 4                             | 112                                  | 15                   | 15                            |
| УКУПНО | 17                        | 60                            | 206                                  | 27                   | 91                            |
| Пол    | Финансијско посредовање   | Некретнине                    | Државна управа и одбрана             | Образовање           | Здравствени и социјални рад   |
| Мушки  | 3                         | 21                            | 41                                   | 10                   | 17                            |
| Женски | 8                         | 13                            | 32                                   | 49                   | 110                           |
| УКУПНО | 11                        | 34                            | 73                                   | 59                   | 127                           |
| Пол    | Остале услужне активности | Приватна домаћинства          | Екстериторијалне организације и тела | Непознато            | Непознато                     |
| Мушки  | 20                        | 0                             | 0                                    | 32                   | 32                            |
| Женски | 11                        | 3                             | 0                                    | 17                   | 17                            |
| УКУПНО | 31                        | 3                             | 0                                    | 49                   | 49                            |